# 川村カ子ト
川村 カ子ト（かわむら カネト、1893年〈明治26年〉5月5日 - 1977年〈昭和52年〉1月6日）は、上川アイヌの長で、日本国有鉄道の測量技手。アイヌ文化の啓発・普及にも寄与した。国鉄退職後は川村カ子トアイヌ記念館の館長、旭川アイヌ民族史跡保存会長、旭川アイヌ民族工芸会長などを務めた。弟に川村才登、妹・コヨの夫に貝澤藤蔵がいる。
なお、「カネト」の「ネ」を「子」と書いているのは、かつて使われた、カナの「ネ」の異体字である。「カネト」と書かれることもある。また、カネトアイヌの正確な発音は、長男の川村兼一によると、カネトゥカイヌである。

## 生涯
1893年（明治26年）、旭川永山町（現旭川市永山）キンクシベツに生まれる。父は上川アイヌの長、7代目イタキシロマ、母はアベナンカ（タネモンコロ）。鉄道に憧れ、小学校を卒業すると鉄道人夫として測量隊の手伝いをするなかで測量を学び、やがて測量技手試験に合格し、鉄道員札幌講習所を卒業後、北海道各地の線路工事の測量に携わった。1914年（大正3年）に陸軍入隊、2年後に除隊。
アイヌならではの身体能力の高さを評価した三信鉄道に請われ、難しすぎて引き受け手のなかった天竜峡 - 三河川合間の測量をアイヌ測量隊を率いて敢行し、現場監督も務めて難工事を完成させた。なお、「日本人よりも下位の存在であるアイヌに使われるのは我慢ならん」という理由で、当時、刑務所上がりが多い土木作業員たちに現場の穴に落とされ、上から土砂やコンクリートを流し埋められながらもカネトは、「人間の道とはそういうものではない。アイヌも刑務所上がりも、人間に上下はないのだ。」と諭し、誰かが呼び現場に駆けつけた請負頭によって一命を取り留めたという。
三河川合 - 天竜峡間は三信鉄道によって開通した。建設は天竜峡側、三河川合側の双方から進められ、最後の大嵐 - 小和田間開業でこの区間が全通したのは1937年（昭和12年）である。急峻な山岳地帯を通過するルートで、非常な難工事であったが、アイヌ出身の測量師で山地での測量技術に長けた川村カ子ト等が招聘されて建設にあたり、ようやく完成した。これをもって、豊川鉄道の最初の区間が開業してから40年後、現在の飯田線である吉田（現在の豊橋） - 辰野間は全通を見たのである。
三信鉄道開通後は、樺太や朝鮮半島での測量にも従事するが、1944年（昭和19年）に引き揚げる。太平洋戦争後は、視力の衰えで測量の仕事を離れ、父である川村イタキシロマアイヌが自費でアイヌ民具を買い集め開設したアイヌ博物館を「川村カ子トアイヌ記念館」と改めて館長を務め、私財を投じて展示を充実させた。1960年（昭和35年）4月には、三信鉄道における貢献を縁として、長野県に招かれている。
1977年（昭和52年）1月、死去。83歳。

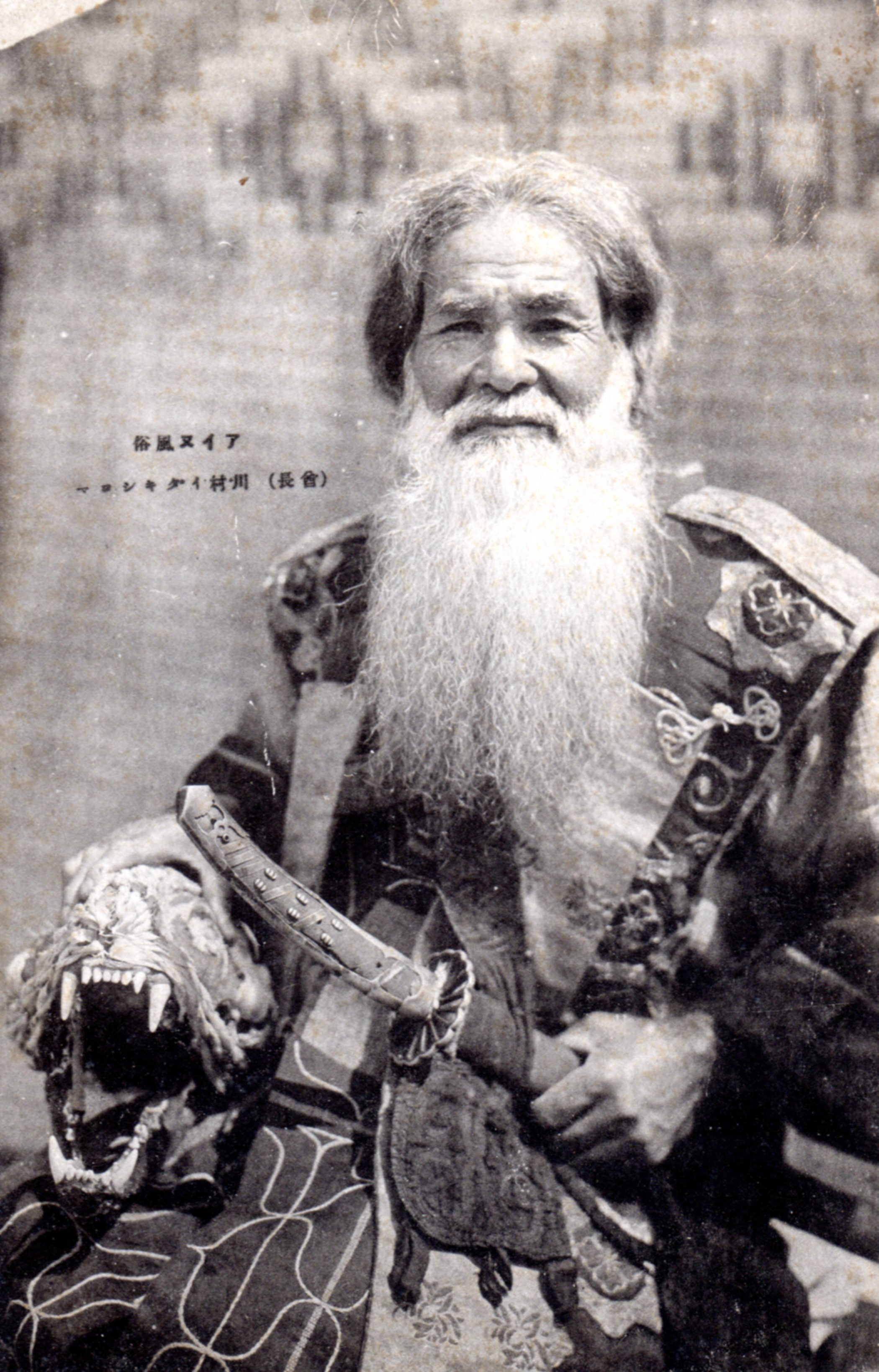
父イタキシロマ:1937年頃撮影
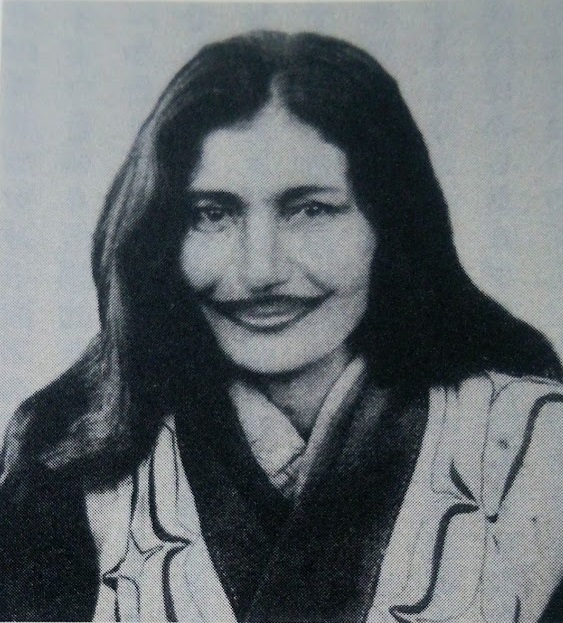
母アベナンカ（タネモンコロ）:撮影年不詳